# Føderalvalget i Schweiz 2015
Føderalvalget i Schweiz 2015 blev afholdt den 18. oktober 2015 til den nationale forsamling, og den første runde af valget til Rådet for staterne. Resultatet viste et skift mod højre i stemmerne på baggrund af bekymringer om flygtninge.